# Kannazuki no Miko
Kannazuki no Miko (яп. 神無月の巫女 каннадзуки но мико , букв. «Жрицы безбожного месяца») — манга авторства группы Kaishaku и её аниме-адаптация, вышедшая на экран в 2004 году. «Kannazuki no Miko» считается одним из первых аниме, недвусмысленно относящихся к жанру юри и целиком посвящённых романтическим отношениям между двумя девушками. Аниме-сериал зачастую считают духовным наследником сериала «Yami to Boushi to Hon no Tabibito» (2002-03) из-за схожести жанровой принадлежности и центральных персонажей обоих произведений. В 2007 году был анонсирован сериал «Kyoushirou to Towa no Sora», также базирующийся на манге Kaishaku, анимированный студией TNK и, к тому же, содержащий многочисленные отсылки к «Kannazuki no Miko» (наряду с другими мангами группы). Также в 2009 году были выпущены манга «Zettai Shoujo Seiiki Amnesian» и веб-роман «Himegami no Miko» (яп. 姫神の巫女) — альтернативные истории, созданные Kaishaku. Также Kaishaku выпустили две додзинси по мотивам Kannazuki no Miko: Aoi Tsuki to Taiyou to... в 2004 году и Kaishaku Thirty в 2005 году.
В 2020 году было объявлено о выходе манги Himegami no Miko по сюжету одноимённой веб-новеллы. Манга начала выходить с июля в ежемесячном журнале Dengeki Maoh. Выход первого тома состоялся 27 января 2021 года.

## Сюжет
По легенде, много веков назад злое божество по имени Ороти (яп. 大蛇) попыталось разрушить (вернее, полностью перестроить под себя) человеческий мир, однако защитницы человечества, Солнечная Мико и Лунная Мико, сумели совладать с чудовищем и на тысячелетия запереть его внутри Луны. Разумеется, бессмертное божество должно было рано или поздно найти выход из своего положения, поэтому Мико оставили в наследство грядущим поколениям знание, как победить его вновь…
Химэко Курусугава, застенчивая и несколько наивная девушка, учится в одной школе с Тиканэ Химэмией, общепризнанным кумиром всего города и наследницей древнего аристократического рода. В тайне ото всех, Тиканэ почему-то отличает Химэко от других одноклассников и считает её своей ближайшей (и единственной) подругой. То же самое верно и для Химэко в отношении Тиканэ.
Размеренный ритм их жизни резко прерывается, когда на шестнадцатый день рождения обеих девушек (они родились в один день), их родной город подвергается разрушительной атаке со стороны гигантских боевых машин, управляемых, по словам жреца Храма Мико, последователями мифического Ороти. Их очевидной целью является освобождение их бога, а для этого им предстоит убить обе реинкарнации древних Мико, которыми оказываются Химэко и Тиканэ.

## Персонажи
Несмотря на наличие довольно запутанного сюжета, сочетающего меха, зарисовки повседневной и школьной жизни и мистику, основной акцент в произведении сделан на отношения и личности персонажей. Основной темой является романтическая связь между Тиканэ и Химэко, остальным персонажам внимания уделяется меньше.

### Мико
В обязанности перерождений двух Древних Мико входит, в первую очередь, реактивация древнего артефакта Предгрозовое Небо (яп. 天の叢雲 амэ но муракумо), хотя чаще используется термин «воскрешение», так как он разумен и способен общаться со Жрицами. Артефакт состоит из пары мечей-двойников (по одному для каждой Мико) и гуманоидного меха, в идеале управляемого обеими Жрицами, хотя опыт показал, что вторым пилотом может быть и один из Последователей Ороти (в данном случае — Сома). Со времён победы над Ороти Предгрозовое Небо, принёсшее тогда Мико победу, находится в «законсервированном» состоянии и хранится в Храме Солнечной и Лунной Мико.
- Химэко Курусугава (яп. 来栖川 姫子 Курусугава Химэко) — реинкарнация Древней Солнечной Мико (яп. 太陽の巫女 тайё: но мико), от лица которой, как правило, ведётся повествование в сериале. Химэко — общительная, но робкая шестнадцатилетняя девушка и не очень усердная школьница, у которой мало настоящих друзей и на которую, по большому счёту, мало кто обращает внимание. В детстве психика Химэко была тяжело травмирована неадекватным обращением с ней со стороны отца (возможно, приёмного), в результате чего она чересчур чувствительно стала относиться к любым прикосновениям к своим волосам. Как инкарнация, связанная с Солнцем, Химэко крайне редко принимает активное участие в сражениях, однако взамен поддерживает своих защитников почти неистощимой энергией. Самым драгоценным в её жизни являются отношения с Тиканэ Химэмией и Сомой Огами, кумирами школы и города. С Тиканэ она сблизилась потому, что та единственная получала удовольствие от её компании, а с Сомой она даже какое-то время встречается, однако позднее понимает, что на самом деле любит Тиканэ. В заключительной серий Химэко призналась Тиканэ в любви[5].
  - Сэйю — Норико Ситая
- Тиканэ Химэмия (яп. 姫宮千歌音 Химэмия Тиканэ) — реинкарнация Древней Лунной Мико (яп. 月の巫女 цуки но мико) и общепризнанный кумир школы и всего города, капитан школьной команды лучников и член школьного совета, чей социальный статус поддерживается не только личными достоинствами, но и древностью аристократического рода, к которому она принадлежит. Практически все жители города благоговейно относятся к «Леди Химэмии» из-за окружающей её атмосферы доброжелательной уверенности в себе, однако Химэко редко придаёт значения условностям общества, благодаря чему выгодно выделяется в её глазах. Тиканэ живёт в огромном особняке на краю города, куда приглашает жить также и подругу после того, как её дом оказывается разрушен первой атакой Ороти. В заключительной серии призналась Химэко в любви[6].
  - Сэйю — Аяко Кавасуми

Хотя религиозный культ Солнечной и Лунной Мико довольно известен в мире произведения, мало кто знает истинное окончание их истории: даже после того, как Ороти-божество было заперто внутри Луны, разрушения, нанесённые миру во время их битвы, никуда не исчезли, поэтому Солнечная Мико принесла себя в жертву, чтобы всё стало «как прежде». Совершить это жертвоприношение досталось Лунной Мико, поэтому много веков спустя её реинкарнация, Тиканэ, по-прежнему чувствует себя виноватой в «убийстве» возлюбленной, что и толкает её на непонятные для непосвящённых действия. Верховный жрец культа Мико, Кадзуки Огами, в конце концов, тоже узнаёт эту историю, но слишком поздно, чтобы что-либо предотвратить.

### Ороти
Последователи Ороти (яп. 大蛇衆 оротисю:) или просто Ороти — восемь индивидов, по тем или иным причинам желающие уничтожения человеческого мира, в котором родились. Каждый из них владеет собственной боевой машиной, отражающей особенности их личности, также их общей чертой является крайний эгоцентризм, мешающий им координировать свои действия по уничтожению Мико, и глубокое разочарование в жизни, появившееся в результате каких-либо невзгод и тяжёлый лишений в прошлом. Последнее качество является непременным условием, чтобы стать одним из Ороти.
Божество Ороти иногда символически изображается в виде восьмиголового дракона, поэтому между собой Ороти зовут друг друга «шеями» (яп. 首 куби). Образ Ороти основан на японском мифе о Восьмиголовом Змее (яп. 八岐の大蛇 ямата но ороти), в теле которого был найден легендарный меч Кусанаги (яп. 草薙の剣 кусанаги но цуруги), иначе зовущийся «Меч Прегрозового Неба» (яп. 天叢雲剣 амэ но муракумо но цуруги).

Цубаса

- Цубаса (яп. ツバサ), Первая Шея (яп. 一の首 ити но куби), — самый могущественный из Последователей Ороти, чьё право командовать остальными никем не оспаривается (и почти не используется им самим). Цубаса — родной брат Сомы, хотя тот об этом не догадывается. В раннем детстве Цубаса убил отца, избивавшего его и Сому, за что попал в колонию для несовершеннолетних и позднее продолжил свою уголовную карьеру. Сома был усыновлён семьёй Огами, однако Цубаса не терял его из виду — и после того, как узнал, что они оба должны стать Последователям Ороти, использовал все возможности, чтобы всё же перетянуть брата на свою сторону. В конце концов, желание восстановить отношения с Сомой оказывается в Цубасе сильнее, чем требование убить Мико и уничтожить мир — например, он уклоняется от сражения с Тиканэ, несмотря на шанс победить, и именно Цубаса помогает Соме справиться с проклятьем Ороти, тем самым, помогая двум Мико.
  - Сэйю — Ясунори Мацумото
  - Оружие: меч, после его «смерти» переходящий к Соме
  - Меха: гуманоидный робот с крыльями наподобие ангельских и вооружённый двумя клинками, закреплёнными на предплечьях

Сестра Мияко

- Сестра Мияко (яп. ツバサ), Вторая Шея (яп. 二の首 ни но куби), — бывшая монахиня, утратившая веру во время войны (предположительно, где-то в Южной Америке[7]), разрушившей её церковь и приход. Хотя Последователи Ороти слабо поддаются организации, она является вторым по значимости лидером после Цубасы (к которому явно неравнодушна) и, в отличие от него, способна контролировать действия Гироти и в какой-то мере — остальной женский состав Последователей. Хотя поначалу подразумевается, что именно Мияко перевела Тиканэ на сторону Ороти, позднее выясняется, что это не так, и в схватке с ней она погибает последней.
  - Сэйю — Икуэ Отани
  - Оружие: нет; Мияко предпочитает оперировать магическими зеркалами и иллюзиями
  - Меха: «демон грозы», вооружён множеством гибких щупалец и электродов, испускающих молнии

Гироти

- Гироти (яп. ギロチ), Третья Шея (яп. 三の首 сан но куби), — крупный и не очень аккуратный мужчина, попавший в Ороти вследствие отнятого войной детства. Возможно, Гироти приходится родным братом Мияко, что объяснило бы странную власть, которую она имеет над ним, и позволило бы предположить, что жизни обоих разрушила одна и та же война. Гироти одним из первых нападает на Мико и немедленно проявляет одностороннее влечение к Химэко.
  - Сэйю — Ясуюки Касэ
  - Оружие: цепи, закреплённые на плечах и использующиеся также иногда в качестве щита
  - Меха: Гангал, гуманоидный робот с непропорционально большой правой рукой, в которой может уместиться остальной корпус. Последнее свойство используется во время атаки «Мегатонный Кулак»

Корона

- Корона (яп. コロナ), Четвертая Шея (яп. 四の首 си но куби), — мечтательная бывшая поп-звезда, чья крупная неудача в шоу-бизнесе (она никогда не понималась выше 68-го места в чартах, хотя Рэйко постоянно дразнит её «69-й») привела её в стан Ороти. Другая причина может лежать в том, что ради того, чтобы вообще попасть на экраны, Короне пришлось с кем-то переспать, и так как это событие было сопряжено с определённым насилием, оно оставило тяжёлую травму в её душе. Корона постоянно пытается впечатлить остальных Ороти своими исполнительскими талантами, но безрезультатно.
  - Сэйю — Кана Уэда
  - Оружие: метательные тюбики губной помады, взрывающиеся при столкновении с целью
  - Меха:

Рэйко Ота

- Рэйко Ота (яп. 大田 レーコ О:та Рэйко), Пятая Шея (яп. 五の首 го но куби), — антисоциальная немногословная мангака, крайне редко вмешивающаяся в дела других Ороти, как правило, ограничиваясь цинично-ехидными комментариями. Рэйко продолжила рисовать мангу, даже став Ороти, причём достигла гораздо бо́льших коммерческих успехов, чем прежде. Возможно, ей некогда пришлось пожертвовать своим оригинальным видением искусства ради коммерческого успеха, что и привело её на сторону Ороти. Доля иронии заключена в том, что Химэко восхищается мангой Рэйко и регулярно её читает.
  - Сэйю — Мамико Ното
  - Оружие: метательные перья, эффект которых идентичен оружию Короны
  - Меха:

Нэкоко

- Нэкоко (яп. ネココ), Шестая Шея (яп. 六の首 року но куби), — маленькая девочка-кошка[8], везде носящая форму медсестры. Хотя она на первый взгляд соответствует стереотипу жизнерадостных девушек-кошек, позднее выясняется, что на ней когда-то проводились бесчеловечные медицинские эксперименты, навсегда травмировавшие её душу.
  - Сэйю — Ай Нонака
  - Оружие: гигантский гипертрофированный шприц, пригодный и для метания, и для близкого боя
  - Меха: Мяу-Мяу, летающий шар со множеством крупнокалиберных пушек

Сома Огами

- Сома Огами (яп. 大神ソウマ О:гами Со:ма), Седьмая Шея (яп. 七の首 нана но куби), — одноклассник Химэко, чей социальный статус в школе и городе почти столь же высок, как Тиканэ (многие даже безосновательно полагают, что эти двое встречаются). В отличие от остальных Последователей, Сома не перешёл на сторону Ороти и успешно использовал свои новоприобретённые способности для защиты Химэко, в которую тайно, а позднее и явно влюблён. За своё предательство Сома был проклят Ороти, и его тело постепенно окаменевало, чем дольше он боролся с остальными Последователями. Как бы то ни было, Цубасе удалось снять проклятие, и Сома сыграл значительную роль в окончательной победе над Ороти.
  - Сэйю — Дзюндзи Мадзима
  - Оружие: нет, Сома владеет рукопашным боем; позднее к нему переходит меч Цубасы
  - Меха: гуманоидный робот, владеющий рукопашным боем и множеством магических атак; позднее Сома вместе с Химэко пилотирует Предгрозовое Небо
- Восьмая Шея (яп. 八の首 хати но куби) — это Тиканэ после её перехода на сторону Ороти. Первым её действиями становятся нападение и сексуальное домогательство по отношению к Химэко и планомерное уничтожение остальных Последователей. Так как Тиканэ твёрдо решила искупить «вину» Древней Жрицы Луны собственной смертью от рук Химэко, она заранее попыталась заставить её себя ненавидеть, тем самым облегчив предстоящее ей. Остальные же последователи были убиты, чтобы собрать всю силу Ороти в руках Тиканэ и позволить Химэко уничтожить её одним ударом.
  - Оружие: лук; позднее, когда Химэко «оживляет» Предгрозовое Небо, ей достаётся один из парных мечей-катан
  - Меха: демоническая версия робота, отнятого у Сомы; позднее Тиканэ пилотирует меха всех остальных Последователей разом, а после того, как Химэко и Сома их уничтожают, — машину, собранную из их обломков

### Прочие
- Кадзуки Огами (яп. 大神カズキ О:гами Кадзуки) — приёмный старший брат Сомы, которому Цубаса лично поручил заботиться о брате, и одновременно верховный жрец Храма Солнечной и Лунной Мико. В его жреческие обязанности входит подготовка ритуала «оживления» Предгрозового Неба и прочая помощь Мико в их битве с Ороти. Кроме того, он уделяет много внимания Соме и его конфликту между зовом Ороти и любовью к Химэко. Несмотря на свой сан, Кадзуки тоже не знает об истинном окончании истории Древних Мико, хотя и подозревает о нём.
  - Сэйю — Моити Сайто
- Юкихито (яп. ユキヒト) — молодой помощник Кадзуки Огами, в чьи обязанности также входит подготовка Мико к битве с Ороти. Его положение не до конца ясно: он либо наёмный работник, либо отдалённый родственник семьи Огами. Хотя в сериале это гораздо менее очевидно, чем в манге, Юкихито — лучший и самый доверенный друг Сомы.
  - Сэйю — Оми Минами
- Отоха Кисараги (яп. 如月 オトハ Кисираги Отоха) — личная горничная Тиканэ, преданная ей настолько, что в какой-то момент можно предположить, что она влюблена в свою госпожу. Когда Химэко принимает приглашение Тиканэ жить у неё, Отоха немедленно начинает ревновать её к хозяйке. Роль Отохи в истории в основном заключается в том, чтобы показать, насколько чувства Тиканэ были направлены исключительно к Химэко.
  - Сэйю — Тинами Нисимура
- Макото Саотомэ (яп. 早乙女 マコト Саотомэ Макото) — соседка Химэко по комнате в школьном общежитии. В результате самого первого нападения Ороти она была тяжело покалечена, что перечеркнуло её надежды на спортивную карьеру и в чём она изначально была склонна винить Химэко. Как бы то ни было, к концу истории она осознаёт свою неправоту и оказывает ей духовную поддержку, помогая найти в себе силы, чтобы в одиночестве завершить ритуалы, необходимые для «воскрешения» Предгрозового Неба.
  - Сэйю — Икуэ Отани

## Продукция

### Манга
Манга, нарисованная авторской группой мангак Кайсаку, выпускалась издательством Kadokawa Shoten в журнале Shonen Ace с 2004 по 2005 год. Издана в двух томах. В 2008 году манга была лицензирована в США издательством Tokyopop.
| № | Дата публикации     | ISBN                         |
| - | ------------------- | ---------------------------- |
| 1 | 24 сентября 2004 г. | ISBN 978-4-04-713666-2-C0979 |
| 2 | 25 июня 2005 г.     | ISBN 978-4-04-713731-6-C0979 |

### Аниме
Созданием аниме-адаптации занималась студия TNK под руководством Тэцуи Янагисавы. Сценарий был написан Утакэ Сумиотоку, музыку для аниме сочиняла Мина Кубото, дизайном персонажей занималась Маки Фудзи. Вступительной заставкой стала композиция «Re-sublimity» , а заключительной заставкой стала композиция «Agony». Обе композиции исполнила KOTOKO. Также в пятом эпизоде аниме играла композиция «Suppuration -core-» в исполнении KOTOKO. Студия TNK выпустила двенадцать серий на шести DVD-дисках с 22 декабря 2004 по 25 мая 2005 года, а 22 мая 2009 года выпустила все серии аниме в коллекционном издании. В 2009 году аниме было лицензировано в США компанией Sentai Filmworks. В 2010 году Sentai Filmworks выпустило все двенадцать серий аниме в коллекционном издании под названием Destiny of the Shrine Maiden.

#### Список серий аниме
| 1 | Далёкая страна «Токоё но Куни» (常世の国)                                  | 02.10.2004 |
| В день, когда Тиканэ и Химэко исполняется шестнадцать лет, Последователи Ороти нападают на их город. Сома Огами, Седьмая Шея, хоть и поддаётся сначала зову своей крови, вскоре приходит в себя и вынужден отбивать атаки Второй Шеи — сестры Мияко. |                                                                            |            |
| 2 | Наложившиеся друг на друга солнце и луна «Касанару Дзицугэцу» (重なる日月) | 09.10.2004 |
| Ничего не подозревавшие реинкарнации Древних Мико узнают историю Ороти, и Химэко серьёзно подумывает уехать из города, чтобы не подвергать его опасности. Однако сначала им с Тиканэ и Сомой приходится отразить нападение Гироти, Третьей Шеи. |                                                                            |            |
| 3 | Раковина неведомой любви «Хи Кой Кай» (秘恋貝)                             | 16.10.2004 |
| Тиканэ предлагает Химеко, оставшейся без крова, временно переехать к ней, а Кадзуки Огами объясняет Мико, что им предстоит. Нэкоко, Шестая Шея, предпринимает попытку уничтожить Жриц. |                                                                            |            |
| 4 | Желанное дарение «Омой Тамоу я» (思い賜うや)                               | 23.10.2004 |
| Сома приглашает Химэко на свидание в парк развлечений, и эта идея находит активную поддержку в лице Тиканэ. Однако к вечеру их обнаруживает Цубаса, Первая Шея, то есть, самый могущественный из Ороти. |                                                                            |            |
| 5 | Пробираясь сквозь тьму ночи «Ёру Ями о Коэтэ» (夜闇を越えて)               | 30.10.2004 |
| Одержав победу над Сомой, Цубаса обещал вернуться. Помня об этом, Сома усиленно готовится к новой схватке, но вскоре выясняет, что Цубаса — его родной старший брат… |                                                                            |            |
| 6 | Ты под солнцем «Хидамари но Кими» (日溜まりの君)                           | 06.11.2004 |
| Из разрозненных воспоминаний Мико вырисовывается картина их знакомства. Они вновь предпринимают попытку оживить Предгрозовое Небо, но вновь — неудачно, а тем временем, Сома снова приглашает Химэко на свидание. |                                                                            |            |
| 7 | Льющийся дождь в темнице любви «Рэнгоку ни Фуру Амэ» (恋獄に降る雨)        | 13.11.2004 |
| Сразу четыре Шеи пользуются случаем напасть на Химэко и Сому, а тем временем сестра Мияко «помогает» оставшейся в одиночестве Тиканэ разобраться в её чувствах… |                                                                            |            |
| 8 | Буря серебряной Луны «Гингэцу но Араси» (銀月の嵐)                         | 20.11.2004 |
| Чувствуя растущую пропасть между собой и Тиканэ, Химэко решает сделать ей памятный подарок, однако, вернувшись домой, она с ужасом видит, как резко изменилось отношение Лунной Мико, теперь принадлежащей к стану Ороти. |                                                                            |            |
| 9 | На пути к пропасти ада «Ёмицу Хирасака э» (黄泉比良坂へ)                   | 27.11.2004 |
| Химэко всё ещё в шоке от произошедшего с Тиканэ и ней, но неожиданное возвращение бывшей соседки Макото Саотомэ и восстановление их дружбы вновь наполняют её уверенностью в себе. Тем временем, Тиканэ одну за другой отсекает остальные Шеи Ороти. |                                                                            |            |
| 10 | Приглашение любви и смерти «Ай то Си но Сё:тайдзё:» (愛と死の招待状)       | 04.12.2004 |
| Даже оставшись в одиночестве, Химэко удаётся, наконец, оживить Предгрозовое Небо, а вернувшись домой, она обнаруживает там Тиканэ и всё становится «как прежде». Однако на самом деле всё это — лишь представление, ибо наутро Лунная Мико обещает убить Солнечную. |                                                                            |            |
| 11 | Бал мечей «Цуруги но Буто:кай» (剣の舞踏会)                                | 11.12.2004 |
| Химэко и Сома вступают в последнее сражение с Ороти, однако вскоре ей приходится оставить его позади, чтобы встретиться лицом к лицу с Тиканэ. От исхода битвы двух Мико теперь зависит судьба всего мира… |                                                                            |            |
| 12 | Жрицы Безбожного Месяца «Каннадзуки но Мико» (神無月の巫女)                | 18.12.2004 |
| После схватки с Лунной Мико, в процессе которой победу одерживает Солнечная, Химэко не может смириться с тем, что она убила Тиканэ, и хочет также умереть, однако раненая Жрица просит её не делать этого. Тиканэ рассказывает Химэко правду об истории их прошлых жизней, где Лунной Мико с большой тяжестью пришлось убить Солнечную, чтобы не оставить следов разрушения Ороти и сделать мир таким, каким он был до освобождения бога хаоса. Также Тиканэ раскрывает, что её переход на сторону Ороти был специально ею задуман, чтобы Химэко было легче убить её. Тиканэ и Химэко признаются друг другу в любви, тем самым полностью открыв друг для друга свои чувства. С помощью Сомы и Цубасы Химэко и Тиканэ побеждают Ороти, снова заперев его в луне. Однако по воле Амэ но Муракому Лунная Мико расстаётся с Солнечной, говоря, что они обязательно снова встретятся, сколько бы на это ни потребовалось времени, после чего Тиканэ оказывается заперта в храме на луне. Мир возвращается в своё обычное русло, при этом бывшие Шеи Ороти зажили нормальной жизнью. Химэко, полностью забывшая о Тиканэ, сохранила с ней нерушимую связь, веря, что вскоре они встретятся. В эпилоге Химэко идёт по городу через дорогу, где встречается с Тиканэ в качестве новой личности, и понимает, что она тот самый человек, с которым ей навсегда суждено быть вместе. |                                                                            |            |

### Drama CD
По мотивам манги и аниме-адаптации 25 ноября 2005 года компания Geneon выпустила  Drama CD, Kannazuki no Miko: Kimi no Mau Butai.

## Музыка
Музыку к сериалу сочиняла Мина Кубота, ранее работавшая над саундтреком сериала «Kaleido Star» и его продолжений. Все 36 использованных композиций, общей продолжительностью в 62 минуты 18 секунд, вышли на отдельном альбоме 22 декабря 2004 года. Опенинг и эндинг сериала вышли отдельно — на одноимённом с опенингом сингле, 17 ноября 2004. Помимо вышеупомянутых песен в него вошли также караоке-версии обеих и одна песня-вставка.
|                | Название             | Перевод                 | Композиция        | Текст  | Исполнение | Продолж. |
| -------------- | -------------------- | ----------------------- | ----------------- | ------ | ---------- | -------- |
| Опенинг:       | «Re-sublimity»       | англ. «Реставрация»     | Кадзуя Такасэ     | KOTOKO | KOTOKO     | 5:19     |
| Эндинг:        | «Agony»              | рус. «Агония»           | Томоюки Накадзава | KOTOKO | KOTOKO     | 4:22     |
| Песня-вставка: | «Suppuration -core-» | рус. «Нагноение -ядро-» | Кадзуя Такасэ     | KOTOKO | KOTOKO     | 5:37     |